# Coppa dei Balcani 1981-1983
La Coppa dei Balcani per club 1981-1983 è stata la diciannovesima edizione della Coppa dei Balcani, la competizione per squadre di club della penisola balcanica e Turchia.
È stata vinta dai bulgari del Beroe, al loro terzo titolo.

## Squadre partecipanti
Tutte le nazioni partecipano con una sola rappresentante. Il detentore della Coppa Balcani (Velež Mostar) non partecipa.
| Squadra           | Stagione 1980-81 |
| ----------------- | ---------------- |
| 17 Nëntori Tirana | 3º in Albania    |
| Beroe             | 10º in Bulgaria  |
| Larissa           | 6º in Grecia     |
| Sloboda Tuzla     | 4º in Jugoslavia |
| Steaua Bucarest   | 4º in Romania    |
| Galatasaray       | 3º in Turchia    |

## Torneo

### Girone A
| Squadra         | Pti | G | V | N | P | GF | GS | QR    |
| --------------- | --- | - | - | - | - | -- | -- | ----- |
| Beroe           | 6   | 4 | 3 | 0 | 1 | 9  | 4  | 2.250 |
| Steaua Bucarest | 5   | 4 | 2 | 1 | 1 | 7  | 5  | 1.400 |
| Galatasaray     | 1   | 4 | 0 | 1 | 3 | 2  | 9  | 0.222 |

|             | Ber | Ste | Gal |
| ----------- | --- | --- | --- |
| Beroe       |     | 2-0 | 3-0 |
| Steaua      | 3-2 |     | 3-0 |
| Galatasaray | 1-2 | 1-1 |     |

#### Risultati
Il Galatasaray si è ritirato dopo aver disputato le due partite in casa. Nelle restanti gli è stata assegnata la sconfitta 0-3 a tavolino.
| Istanbul 11 novembre 1981                                           | Galatasaray | 1 – 2                   | Beroe | Stadio Ali Sami Yen |
| \| \| \| \| \| Akbin 72’ \| Marcatori \| 65’ Petrov 84’ Navdenov \| |             |                         |       |                     |
|                                                                     |             |                         |       |                     |
| Akbin 72’                                                           | Marcatori   | 65’ Petrov 84’ Navdenov |       |                     |

| Istanbul 12 maggio 1982                                | Galatasaray | 1 – 1     | Steaua Bucarest | Stadio Ali Sami Yen |
| \| \| \| \| \| Hodžić 41’ \| Marcatori \| 75’ Kamei \| |             |           |                 |                     |
|                                                        |             |           |                 |                     |
| Hodžić 41’                                             | Marcatori   | 75’ Kamei |                 |                     |

| Stara Zagora 20 ottobre 1982 | Beroe | 2 – 0 | Steaua Bucarest | Stadio Beroe |

| Bucarest 2 novembre 1982 | Steaua Bucarest | 3 – 2 | Beroe | Stadio Ghencea |

### Girone B
| Squadra           | Pti      | G        | V        | N        | P        | GF       | GS       | QR       |
| ----------------- | -------- | -------- | -------- | -------- | -------- | -------- | -------- | -------- |
| 17 Nëntori Tirana | 2        | 2        | 1        | 0        | 1        | 4        | 3        | 1.333    |
| Larissa           | 2        | 2        | 1        | 0        | 1        | 3        | 4        | 0.750    |
| Sloboda Tuzla     | ritirato | ritirato | ritirato | ritirato | ritirato | ritirato | ritirato | ritirato |

|            | Nën | Lar | Slo |
| ---------- | --- | --- | --- |
| 17 Nëntori |     | 3-0 | —   |
| Larissa    | 3-1 |     | —   |
| Sloboda    | —   | —   |     |

#### Risultati
| Larissa 4 novembre 1981                      | Larissa   | 3 – 1    | 17 Nëntori Tirana | Stadio Alkazar |
| \| \| \| \| \| ? \| Marcatori \| 80’ Muça \| |           |          |                   |                |
|                                              |           |          |                   |                |
| ?                                            | Marcatori | 80’ Muça |                   |                |

| Tirana 5 maggio 1982                                 | 17 Nëntori Tirana | 3 – 0 | Larissa | Stadiumi Dinamo |
| \| \| \| \| \| Kola 17’, 22’, 77’ \| Marcatori \| \| |                   |       |         |                 |
|                                                      |                   |       |         |                 |
| Kola 17’, 22’, 77’                                   | Marcatori         |       |         |                 |

### Finale
| Squadra 1 | Totale | Squadra 2         | Andata | Ritorno |
| --------- | ------ | ----------------- | ------ | ------- |
| Beroe     | 6–1    | 17 Nëntori Tirana | 3–0    | 3–1     |

| Stara Zagora 9 febbraio 1983 Andata | Beroe | 3 – 0 | 17 Nëntori Tirana | Stadio Beroe |

| Tirana 23 febbraio 1983 Ritorno              | 17 Nëntori Tirana | 1 – 3 | Beroe | Stadiumi Dinamo |
| \| \| \| \| \| Mema 88’ \| Marcatori \| ? \| |                   |       |       |                 |
|                                              |                   |       |       |                 |
| Mema 88’                                     | Marcatori         | ?     |       |                 |